# Stylidium macrocarpum
Stylidium macrocarpum är en tvåhjärtbladig växtart som först beskrevs av George Bentham, och fick sitt nu gällande namn av R. Erickson och J. H. Willis. Stylidium macrocarpum ingår i släktet Stylidium och familjen Stylidiaceae. Inga underarter finns listade i Catalogue of Life.